# Tournoi pré-olympique de la CONMEBOL 1964
Navigation
Rome 1960 Mexico 1968
Le tournoi pré-olympique de la CONMEBOL 1964 a eu pour but de désigner les deux nations qualifiées au sein de la zone Amérique du Sud pour participer au tournoi final de football, disputé lors des Jeux olympiques de Tokyo en 1964.
Le tournoi pré-olympique sud-américain s'est déroulé du 7 mai au 7 juin 1964 à Lima au Pérou. Les deux équipes les mieux classées, d'un groupe unique rassemblant les sept nations participantes, étaient placées pour le tournoi olympique au terme d'une compétition à match unique entre chacun des adversaires. Le tournoi fut toutefois interrompu à cinq rencontres de la fin en raison de troubles ayant émaillé la rencontre entre le Pérou et l'Argentine, dès lors un barrage a été organisé pour départager le Brésil et le Pérou à égalité. À l'issue de ces éliminatoires, l'Argentine et le Brésil se sont qualifiés.

## Pays qualifiés
| Dates                   | Lieu  | Places | Qualifiés        |
| ----------------------- | ----- | ------ | ---------------- |
| du 7 mai au 7 juin 1964 | Pérou | 2      | Argentine Brésil |

## Format des qualifications
Dans les phases de qualification en groupe disputées selon le système de championnat, en cas d’égalité de points de plusieurs équipes à l'issue de la dernière journée, les critères suivants sont appliqués dans l'ordre indiqué pour établir leur classement :

- Meilleure différence de buts,
- Plus grand nombre de buts marqués.

## Villes et stades
Le tournoi pré-olympique sud-américain s'est déroulé du 7 mai au 7 juin 1964 à Lima au Pérou.
| \| Lima \| |
| Lima       |

| Lima |

## Tournoi qualificatif
Le tournoi fut interrompu à cinq rencontres de la fin en raisons de troubles ayant émaillé la rencontre entre le Pérou et l'Argentine, dès lors un barrage a été organisé pour départager le Brésil et le Pérou à égalité. À l'issue de ces éliminatoires, l'Argentine et le Brésil se sont qualifiés.
| Rang | Équipe    | Pts | J | G | N | P | Bp | Bc | Diff |  | Résultats (▼ dom., ► ext.) |  |   |     |     |     |     |     |
| ---- | --------- | --- | - | - | - | - | -- | -- | ---- |  | -------------------------- |  | - | --- | --- | --- | --- | --- |
| 1    | Argentine | 10  | 5 | 5 | 0 | 0 | 11 | 1  | +10  |  | Argentine                  |  | - | 1-0 | 2-0 | 3-1 | 4-0 | 1-0 |
| 2    | Brésil    | 5   | 3 | 2 | 1 | 0 | 6  | 2  | +4   |  | Brésil                     |  |   | -   | 1-1 | -   | 2-0 | 3-1 |
| 3    | Pérou     | 5   | 4 | 2 | 1 | 1 | 6  | 2  | +4   |  | Pérou                      |  |   |     | 3-0 | 2-0 | -   | 1-1 |
| 4    | Colombie  | 4   | 6 | 1 | 2 | 3 | 6  | 10 | -4   |  | Colombie                   |  |   |     |     | 1-1 | 0-2 | 4-1 |
| 5    | Uruguay   | 3   | 5 | 0 | 3 | 2 | 3  | 7  | -4   |  | Uruguay                    |  |   |     |     |     | 0-0 | 1-1 |
| 6    | Chili     | 3   | 4 | 1 | 1 | 2 | 2  | 6  | -4   |  | Chili                      |  |   |     |     |     |     | -   |
| 7    | Équateur  | 2   | 5 | 0 | 2 | 3 | 4  | 10 | -6   |  | Équateur                   |  |   |     |     |     |     |     |

### Détail des rencontres
| 7 mai 1964                                                                                                | Pérou       | 1 - 1                                                                                              | Équateur   | Estadio Nacional Lima, Pérou                         |                                                      |
| | Lobatón 65e | (0 - 1)                                                                                            | Rangel 28e | Spectateurs : 15 000 Arbitrage : José Luis Praddaude | Spectateurs : 15 000 Arbitrage : José Luis Praddaude |
| | Rapport     | |            | Spectateurs : 15 000 Arbitrage : José Luis Praddaude | Spectateurs : 15 000 Arbitrage : José Luis Praddaude |
| Barrantes - Guerrero, Castillo, Chumpitaz - Mifflin, Lara - Bravo, Zavala, La Rosa, Pajuelo (es), Lobatón | Équipes     | Farah - Maridueña, Landazuri, Zuñiga - Garzón, Medina - Junco, Ordoñez, Rangel, Hinojosa, Alvarado |            | Spectateurs : 15 000 Arbitrage : José Luis Praddaude | Spectateurs : 15 000 Arbitrage : José Luis Praddaude |

| 8 mai 1964 | Argentine           | 2 - 0                                                                                                 | Colombie | Estadio Nacional Lima, Pérou   |                                |
| | Malleo (en) 50e 75e | (0 - 0)                                                                                               |          | Arbitrage : Eunápio de Queiroz | Arbitrage : Eunápio de Queiroz |
| | Rapport             | |          | Arbitrage : Eunápio de Queiroz | Arbitrage : Eunápio de Queiroz |
| Cejas - Bertolotti (en), Sesana (en) - Moráles (en), Mori (en), Perfumo - Pérez (it), Malleo (en), Bulla, Manfredi (en), Ochoa (en) | Équipes             | Avena - Duque, Bolaños, Colonia - Collantes, Gaviria (en) - Toscano, Paz, Padilla, Segovia (es), Caro |          | Arbitrage : Eunápio de Queiroz | Arbitrage : Eunápio de Queiroz |

| 8 mai 1964                                                                                               | Chili   | 0 - 0                                                                                                   | Uruguay | Estadio Nacional Lima, Pérou    |                                 |
| |         | (0 - 0)                                                                                                 |         | Arbitrage : José Luis Praddaude | Arbitrage : José Luis Praddaude |
| | Rapport | |         | Arbitrage : José Luis Praddaude | Arbitrage : José Luis Praddaude |
| Cifuentes - Pacheco, Sánchez, Morales - Galleguillos, Galaz - Encalada, Lizana, Chávez, Tabillo, Álvarez | Équipes | Baserga - Pérez, Paz, Arispe - Techera (es), Machado - Bertocchi (en), Viera, Varela, Tabárez, González |         | Arbitrage : José Luis Praddaude | Arbitrage : José Luis Praddaude |

| 10 mai 1964 | Pérou              | 3 - 0 | Colombie | Estadio Nacional Lima, Pérou                      |                                                   |
| | La Rosa 5e 24e 47e | (2 - 0)                                                                                                   |          | Spectateurs : 12 000 Arbitrage : Angel Pazos (hu) | Spectateurs : 12 000 Arbitrage : Angel Pazos (hu) |
| | Rapport            | |          | Spectateurs : 12 000 Arbitrage : Angel Pazos (hu) | Spectateurs : 12 000 Arbitrage : Angel Pazos (hu) |
| Barrantes - Castillo, Chumpitaz, Guerrero - Lara, Sánchez - Rodríguez (es), Zavala, Casaretto, La Rosa, Lobatón | Équipes            | Largacha - Bolaños, Bueno, Colonia - Caicedo, Padua - Toscano, Segovia (es), Paz, Jaramillo, Gaviria (en) |          | Spectateurs : 12 000 Arbitrage : Angel Pazos (hu) | Spectateurs : 12 000 Arbitrage : Angel Pazos (hu) |

| 11 mai 1964 | Argentine      | 1 - 0                                                                                            | Équateur | Estadio Nacional Lima, Pérou |                             |
| | Pérez (it) 10e | (1 - 0)                                                                                          |          | Arbitrage : Saúl de la Rosa  | Arbitrage : Saúl de la Rosa |
| | Rapport        |                                                                                                  |          | Arbitrage : Saúl de la Rosa  | Arbitrage : Saúl de la Rosa |
| Cejas - Bertolotti (en), Sesana (en) - Moráles (en), Brandán (it), Perfumo - Pérez (it), Malleo (en), Bulla, Manfredi (en), Ochoa (en) | Équipes        | Farah - Miranda, Landazuri, Zuñiga - Medina, Garzón - Junco, Hinojosa, Rangel, Ordoñez, Tolozano |          | Arbitrage : Saúl de la Rosa  | Arbitrage : Saúl de la Rosa |

| 11 mai 1964 | Brésil                               | 2 - 0 | Chili | Estadio Nacional Lima, Pérou     |                                  |
| | Othon (en) 23e · Ivo Soares (en) 63e | (1 - 0)                                                                                                   |       | Arbitrage : Alberto Tejada Burga | Arbitrage : Alberto Tejada Burga |
| | Rapport                              | |       | Arbitrage : Alberto Tejada Burga | Arbitrage : Alberto Tejada Burga |
| Florisvaldo (en) - Mura (en), Zé Luiz (en), Valdez (en), Dimas (en) - Íris (en), Ivo Soares (en) - Edinho, Nélio (en), Evaldo (en), Othon (en) | Équipes                              | Lewelling - Morales, Pacheco, Galleguillos - Sánchez, Fuentes - Torres, Tabillo, Encalada, Chávez, Cuello |       | Arbitrage : Alberto Tejada Burga | Arbitrage : Alberto Tejada Burga |

| 14 mai 1964                                                                                        | Équateur      | 1 - 1 | Uruguay        | Estadio Nacional Lima, Pérou   |                                |
| | Landazuri 37e | (1 - 1) | Avellaneda 23e | Arbitrage : Eunápio de Queiroz | Arbitrage : Eunápio de Queiroz |
| | Rapport       | |                | Arbitrage : Eunápio de Queiroz | Arbitrage : Eunápio de Queiroz |
| Farah - Maridueña, Landazuri, Zuñiga - Medina, Garzón - Junco, Ordoñez, Rivera, Hinojosa, Alvarado | Équipes       | Baserga - Pérez, Paz, Villalba - Techera (es), Machado - Bertocchi (en), Viera, Varela, Avellaneda, Fontora |                | Arbitrage : Eunápio de Queiroz | Arbitrage : Eunápio de Queiroz |

| 14 mai 1964 | Brésil         | 1 - 1                                                                                                  | Colombie    | Estadio Nacional Lima, Pérou |                          |
| | Nélio (en) 63e | (0 - 0)                                                                                                | Padilla 70e | Arbitrage : Jorge Cruzat     | Arbitrage : Jorge Cruzat |
| | Rapport        | |             | Arbitrage : Jorge Cruzat     | Arbitrage : Jorge Cruzat |
| Florisvaldo (en) - Mura (en), Zé Luiz (en), Dimas (en), Valdez (en) - Íris (en), Ivo Soares (en) - Edinho, Nélio (en), Evaldo (en), Othon (en) | Équipes        | Avena - Bolaños, Bueno, Gaviria (en) - Duque, Collantes - Toscano, Segovia (es), Padilla, Varela, Caro |             | Arbitrage : Jorge Cruzat     | Arbitrage : Jorge Cruzat |

| 16 mai 1964 | Argentine                                          | 4 - 0                                                                                                   | Chili | Estadio Nacional Lima, Pérou |                              |
| | Malleo (en) 6e · Manfredi (en) 55e · Bulla 57e 67e | (1 - 0)                                                                                                 |       | Arbitrage : Angel Pazos (hu) | Arbitrage : Angel Pazos (hu) |
| | Rapport                                            | |       | Arbitrage : Angel Pazos (hu) | Arbitrage : Angel Pazos (hu) |
| Cejas - Bertolotti (en), Sesana (en) - Moráles (en), Brandán (it), Perfumo - Pérez (it), Malleo (en), Bulla, Manfredi (en), Ochoa (en) | Équipes                                            | Cifuentes - Pacheco, Sánchez, Morales - Galleguillos, Galaz - Silva, Lizana, Encalada, Tabillo, Álvarez |       | Arbitrage : Angel Pazos (hu) | Arbitrage : Angel Pazos (hu) |

| 17 mai 1964 | Pérou                         | 2 - 0 | Uruguay | Estadio Nacional Lima, Pérou                  |                                               |
| | Casaretto 20e · Chumpitaz 74e | (1 - 0)                                                                                                   |         | Spectateurs : 37 000 Arbitrage : Jorge Cruzat | Spectateurs : 37 000 Arbitrage : Jorge Cruzat |
| | Rapport                       | |         | Spectateurs : 37 000 Arbitrage : Jorge Cruzat | Spectateurs : 37 000 Arbitrage : Jorge Cruzat |
| Barrantes - Castillo, Guerrero, Chumpitaz - Sánchez, Lara - Rodríguez (es), Zavala, Casaretto, La Rosa, Lobatón | Équipes                       | Baserga - Pérez, Arispe, Machado - Techera (es), Viera - González, Tabárez, Avellaneda, Villalba, Fontora |         | Spectateurs : 37 000 Arbitrage : Jorge Cruzat | Spectateurs : 37 000 Arbitrage : Jorge Cruzat |

| 18 mai 1964                                                                                            | Chili           | 2 - 0                                                                                                  | Colombie | Estadio Nacional Lima, Pérou     |                                  |
| | Tabillo 37e 56e | (1 - 0)                                                                                                |          | Arbitrage : Alberto Tejada Burga | Arbitrage : Alberto Tejada Burga |
| | Rapport         | |          | Arbitrage : Alberto Tejada Burga | Arbitrage : Alberto Tejada Burga |
| Cifuentes - Pacheco, González, Morales - Galleguillos, Galaz - Cuello, Lizana, Chávez, Tabillo, Torres | Équipes         | Avena - Bolaños, Bueno, Gaviria (en) - Duque, Collantes - Toscano, Segovia (es), Padilla, Varela, Caro |          | Arbitrage : Alberto Tejada Burga | Arbitrage : Alberto Tejada Burga |

| 18 mai 1964 | Brésil                                                     | 3 - 1 | Équateur    | Estadio Nacional Lima, Pérou                        |                                                     |
| | Zé Roberto (en) 60e · Ivo Soares (en) 70e · Nélio (en) 76e | (0 - 0)                                                                                                  | Ordoñez 58e | Spectateurs : 2 500 Arbitrage : José Luis Praddaude | Spectateurs : 2 500 Arbitrage : José Luis Praddaude |
| | Rapport                                                    | |             | Spectateurs : 2 500 Arbitrage : José Luis Praddaude | Spectateurs : 2 500 Arbitrage : José Luis Praddaude |
| Florisvaldo (en) - Adevaldo (en), Zé Luiz (en), Valdez (en), Dimas (en) - Íris (en), Ivo Soares (en) - Nélio (en), Zé Roberto (en), Evaldo (en), Tito (en) | Équipes                                                    | Farah - Garzón, Miranda 80e, Landazuri - Tolozano, Medina - Junco, Ordoñez, Rangel 75e, Hinojosa, Olvera |             | Spectateurs : 2 500 Arbitrage : José Luis Praddaude | Spectateurs : 2 500 Arbitrage : José Luis Praddaude |

| 20 mai 1964                                                                               | Colombie                                | 4 - 1                                                                                                 | Équateur     | Estadio Nacional Lima, Pérou |                          |
|                                                                                           | Caicedo 11e 68e · Caro 24e · Varela 82e | (2 - 0)                                                                                               | Alvarado 53e | Arbitrage : Jorge Cruzat     | Arbitrage : Jorge Cruzat |
|                                                                                           | Rapport                                 | |              | Arbitrage : Jorge Cruzat     | Arbitrage : Jorge Cruzat |
| Avena - Aguillon, Colonia, Duque - Collantes, Rave - Guerrero, Varela, Paz, Caicedo, Caro | Équipes                                 | Farah - Maridueña, Zuñiga, Landazuri - Garzón, Tolozano - Rivera, Hinojosa, Ordonez, Olvera, Alvarado |              | Arbitrage : Jorge Cruzat     | Arbitrage : Jorge Cruzat |

| 20 mai 1964 | Argentine         | 3 - 1 | Uruguay           | Estadio Nacional Lima, Pérou     |                                  |
| | Bulla 18e 75e 77e | (1 - 0) | Varela 88e (pen.) | Arbitrage : Alberto Tejada Burga | Arbitrage : Alberto Tejada Burga |
| | Rapport           | |                   | Arbitrage : Alberto Tejada Burga | Arbitrage : Alberto Tejada Burga |
| Cejas - Bertolotti (en), Sesana (en) - Moráles (en), Mori (en), Perfumo - Pérez (it), Malleo (en), Bulla, Manfredi (en), Ochoa (en) | Équipes           | Baserga - Pérez, Arispe, Villalba - Techera (es), González (es) - Bertocchi (en), Viera, Avellaneda 43e, Varela, Fontora |                   | Arbitrage : Alberto Tejada Burga | Arbitrage : Alberto Tejada Burga |

| 23 mai 1964                                                                                   | Colombie     | 1 - 1 | Uruguay     | Estadio Nacional Lima, Pérou     |                                  |
|                                                                                               | Guerrero 27e | (1 - 0) | Fontora 78e | Arbitrage : Alberto Tejada Burga | Arbitrage : Alberto Tejada Burga |
|                                                                                               | Rapport      | |             | Arbitrage : Alberto Tejada Burga | Arbitrage : Alberto Tejada Burga |
| Avena - Bueno, Bolaños, Gaviria (en) - Duque, Caicedo - Guerrero, Segovia (es), Toscano, Caro | Équipes      | Baserga - Mogordoy, Paz, Machado - Techera (es), González (es) - Bertocchi (en), Villalba, Varela, Viera, Fontora |             | Arbitrage : Alberto Tejada Burga | Arbitrage : Alberto Tejada Burga |

| 24 mai 1964 | Pérou   | 0 - 1 | Argentine         | Estadio Nacional Lima, Pérou                      |                                                   |
| |         | (0 - 0) | Manfredi (en) 60e | Spectateurs : 47 197 Arbitrage : Angel Pazos (hu) | Spectateurs : 47 197 Arbitrage : Angel Pazos (hu) |
| | Rapport | |                   | Spectateurs : 47 197 Arbitrage : Angel Pazos (hu) | Spectateurs : 47 197 Arbitrage : Angel Pazos (hu) |
| Barrantes - Castillo, Lara, Guerrero - Chumpitaz, Sánchez - Rodríguez (es), Zavala, Casaretto, La Rosa, Lobatón | Équipes | Cejas - Bertolotti (en), Pazos (it) - Moráles (en), Mori (en), Perfumo - Cabrera (en), Malleo (en), Domínguez (en), Manfredi (en), Ochoa (en) |                   | Spectateurs : 47 197 Arbitrage : Angel Pazos (hu) | Spectateurs : 47 197 Arbitrage : Angel Pazos (hu) |

| 26 mai 1964 | Chili | non disputé | Équateur |  |  |
|             |       |             |          |  |  |

| 26 mai 1964 | Brésil | non disputé | Uruguay |  |  |
|             |        |             |         |  |  |

| 28 mai 1964 | Argentine | non disputé | Brésil |  |  |
|             |           |             |        |  |  |

| 28 mai 1964 | Pérou | non disputé | Chili |  |  |
|             |       |             |       |  |  |

| 31 mai 1964 | Pérou | non disputé | Brésil |  |  |
|             |       |             |        |  |  |

### Barrage
| Équipe 1 | Résultat | Équipe 2 |
| -------- | -------- | -------- |
| Brésil   | 4 - 0    | Pérou    |

### Détail de la rencontre
| 7 juin 1964 | Brésil                                                          | 4 - 0                                                                                               | Pérou | Estádio Jornalista Mário Filho Rio de Janeiro, Brésil |                              |
| | Roberto Miranda 20e · Zé Roberto (en) 30e · Evaldo (en) 45e 84e | (3 - 0)                                                                                             |       | Arbitrage : Gottfried Dienst                          | Arbitrage : Gottfried Dienst |
| | Rapport                                                         | |       | Arbitrage : Gottfried Dienst                          | Arbitrage : Gottfried Dienst |
| Florisvaldo (en) - Mura (en), Zé Luiz (en), Adevaldo (en), Riva (en) - Íris (en), Ivo Soares (en) - Roberto Miranda, Zé Roberto (en), Evaldo (en), Tito (en) | Équipes                                                         | Sartor - Guerrero, Castillo, Chumpitaz - Lara, Sánchez - Zavala, Bravo, Casaretto, La Rosa, Lobatón |       | Arbitrage : Gottfried Dienst                          | Arbitrage : Gottfried Dienst |